# Tuomas Nevanlinna

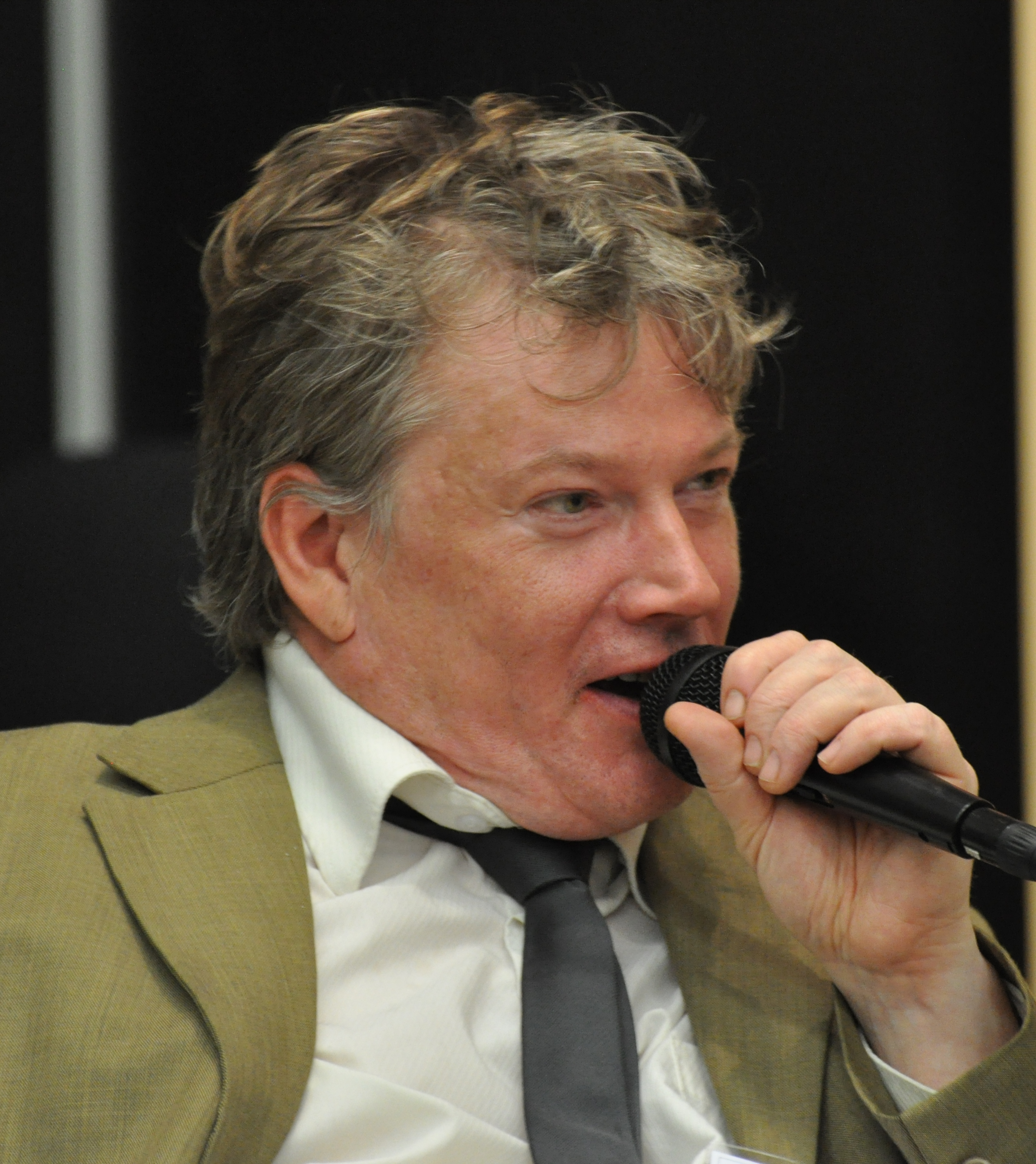
Tuomas Nevanlinna år 2011.

Tuomas Erkki Edvard Nevanlinna, född 25 februari 1960 i Helsingfors, är en finländsk  filosof, skribent och översättare. Han är son till arkitekten Arne Nevanlinna.
Nevanlinna började sin karriär som kåsör för Ylioppilaslehti 1980–1987 och för Helsingin Sanomat 1982 med signaturerna Neovius och Tapiolan markiisi. Därefter har han varit kolumnist i Kansan Uutiset 1987–1991, i Rakentaja-lehti 1993–1995 och i Helsingin Sanomats NYT-bilaga sedan 1997.
Han har även skrivit böcker, bland annat essäsamlingen Hyväkuntoisena taivaaseen (1999), Surullinen tapiiri (2002) och barnboken Antero joutuu luontoon (2004) samt översatt flera böcker till finska.